# Chen Jin
Chen Jin (chiń. upr. 陈金; chiń. trad. 陳金; pinyin Chén Jīn; ur. 10 stycznia 1986 w Handan) – chiński
badmintonista, brązowy medalista olimpijski, mistrz świata i Azji, złoty medalista igrzysk azjatyckich.
W swojej karierze wystąpił na dwóch letnich igrzyskach olimpijskich. Największym jego osiągnięciem jest brązowy medal wywalczony na igrzyskach w Pekinie. Cztery lata później w Londynie odpadł w ćwierćfinale.
Jest medalistą trzech mistrzostw świata. Najlepiej wypadł w 2010 roku w Paryżu, gdzie zdobył tytuł mistrza. Rok wcześniej w 2009 roku w Hajdarabadzie zdobył srebrny medal. Dorobek medalowy uzupełnił w 2011 roku w Londynie, gdzie zyskał brązowy medal, przegrywając w półfinale z Lee Chong Weiem.

## Występy na igrzyskach olimpijskich
Letnie Igrzyska Olimpijskie 2008
| Runda             | Przeciwnik        | Wynik                 |
| ----------------- | ----------------- | --------------------- |
| 1/16 finału       | John Moody        | W 21–9, 21–11         |
| 1/8 finału        | Erwin Kehlhoffner | W 21–10, 21–6         |
| Ćwierćfinał       | Hsieh Yu-hsing    | W 21–8, 21–14         |
| Półfinał          | Lin Dan           | P 12–21, 18–21        |
| Mecz o 3. miejsce | Lee Hyun-il       | W 21–16, 12–21, 21–14 |

Letnie Igrzyska Olimpijskie 2012
| Runda        | Przeciwnik       | Wynik                |
| ------------ | ---------------- | -------------------- |
| Faza grupowa | Przemysław Wacha | W 21–15, 21–8        |
| 1/8 finału   | Marc Zwiebler    | W 19–21, 21–12, 21–9 |
| Ćwierćfinał  | Lee Hyun-il      | P 15–21, 16–21       |